# Skoczogonki Malty
Skoczogonki Malty, kolembolofauna Malty – ogół taksonów skoczogonków, których występowanie stwierdzono na terenie Malty.
Badania nad skoczogonkami Malty jako pierwszy prowadził J. Stach w latach 1927–67, ostatecznie wykazując z niej 30 gatunków. W 1989 roku J.M. Thibaud i E. Christian opublikowali wyniki badań nad skoczogonkami zamieszkującymi interstycjal na wyspie Gozo, opisując dwa nowe dla nauki gatunki. W 2016 roku W.P. Pfliegler i F. Janssens opublikowali zrewidowaną checklistę skoczogonków Malty. Według niej do tegoż roku stwierdzono na Malcie występowanie 44 gatunków z 10 rodzin i 3 podrzędów:

## Poduromorpha

### Hypogastruridae
- Acherontiella bougisi
- Ceratophysella varians
- Hypogastrura aequepilosa – oznaczenie niepewne
- Triacanthella biroi
- Xenylla maritima

### Mrowiaczki(Neanuridae)
- Anurida maritima
- Friesea mirabilis
- Friesea oligorhopala
- Micranurida meridionalis
- Protanura pseudomuscorum

### Odentellidae
- Odontellina sexoculata

### Tullbergiidae
- Mesaphorura macrochaeta
- Mesaphorura schembrii
- Metaphorura affnis

## Entomobryomorpha

### Cyphoderidae
- Cyphoderus albinus

### Entomobryidae
- Entomobrya abrupta
- Entomobrya lanuginosa
- Entomobrya marginata
- Entomobrya nivalis
- Entomobrya schoetti
- Heteromurus major
- Lepidocyrtus curvicollis
- Lepidocyrtus lanuginosus
- Lepidocyrtus paradoxus
- Orchesella melitensis
- Pseudosinella alba
- Seira dollfusi
- Seira domestica
- Seira ferrarii
- Seira incolorata
- Willowsia nigromaculata

### Pchlicowate(Isotomidae)
- Hemisotoma thermophila
- Isotoma viridis
- Isotomiella minor
- Isotomodes productus
- Isotomurus maculatus
- Isotomurus palustris
- Isotomurus maculatus – oznaczenie niepewne
- Parisotoma notabilis

## Zrosłopierścieniowe(Symphypleona)

### Bourletiellidae
- Deuterosminthurus pallipes

### Dicyrtomidae
- Dicyrtoma fusca
- Dicyrtoma dorsosignata

### Podskoczkowate(Sminthuridae)
- Spatulosminthurus gattoi
- Sminthurus viridis – podskoczek zielony